# アルファ (POP)
株式会社アルファ（英: ALPHA Co., Ltd.）は、岡山県岡山市中区に本社を置く総合セールスプロモーション会社。東京証券取引所スタンダード市場ならびに名古屋証券取引所メイン市場上場企業。

## 概要
店頭販促用POP広告の企画制作専業大手。岡山から全国展開・株式上場を果たして、セールスプロモーション業界で日本有数の売上を誇る。
全国の小売店や各種メーカーを中心としたクライアントに対して、店頭プロモーションに展開されるPOP広告や販促キャンペーン、インストアイベント等のマーケティングソリューションの「企画立案」「クリエイティブ制作」「事務局運営」「アッセンブリ作業」を自社でワンストップで提供する。

## 沿革
- 1984年（昭和59年）- 株式会社アルファを設立・創業（販売促進用品の企画・製作・販売を主体とする広告宣伝サービス業を開始）。POP GALLERY（ポップギャラリー）カタログvol.1創刊。
- 1985年（昭和60年） - 東京営業所開設（1987年10月に支店へ昇格 / 東京都港区）。大阪営業所開設（1989年4月に支店へ昇格 / 大阪府大阪市淀川区）。
- 1986年（昭和61年） - 名古屋営業所開設（1990年7月に支店へ昇格 / 愛知県名古屋市中区）。岡山本社を岡山県岡山市中区桑野709番地6に新築移転。
- 1991年（平成3年） - 九州営業所を福岡支店へ昇格（福岡県福岡市博多区）。コンピュータPOP広告制作請負、手描きPOP広告講師派遣の業務を開始。
- 1996年（平成8年） - 株式額面変更のため、日本興発株式会社を形式合併。岡山物流センター開設（岡山県岡山市中区）。関東支店開設（東京都港区）。
- 1997年（平成9年）- 営業推進課（マーケティングプランナー）設立。
- 1999年（平成11年）- インターネットPOP広告配信事業開始。広島支店開設（広島県広島市東区）。
- 2000年（平成12年） - 東京証券取引所JASDAQ（スタンダード）に株式上場（証券コード：4760）。仙台支店開設（宮城県仙台市宮城野区）。
- 2001年（平成13年）- インターネット受注システム事業開始。
- 2006年（平成18年）- プライバシーマーク登録証取得（第10860542(10)号）。
- 2007年（平成19年）- 株式会社エー・エス・エープランニング（WEB販売子会社）を設立。
- 2009年（平成21年）- キャンペーン事務局開設。POP GALLERY（ポップギャラリー）オンラインショップ開設。
- 2011年（平成23年）- ショッパー・マーケティング事業開始。
- 2014年（平成26年）- 創立30周年記念展示会開催（東京都 有明TFTホール）。
- 2015年（平成27年）- 株式会社オーケー企画（POP広告取付器具関連）の全株式を取得し、子会社化。
- 2018年（平成30年）- TALK de GET （LINEキャンペーン応募システム）ローンチ。
- 2019年（平成31年／令和元年） - POP広告制作アプリサービスを提供するPOPKIT株式会社を設立。連結子会社の株式会社エー・エス・エープランニングを清算。代表取締役の異動（社長交代）。
- 2021年（令和3年）- 関東支店を東京支店に統合。
- 2022年（令和4年）- 東京証券取引所市場区分の見直しにより、東京証券取引所JASDAQ（スタンダード）からスタンダード市場に移行。
- 2023年（令和5年）- 東京支店を東京都港区虎ノ門に移転。
- 2025年（令和7年）- 名古屋証券取引所メイン市場に株式上場（証券コード：4760）。

## 拠点・事業所
本社
- 岡山本社（岡山県岡山市中区）

支店
- 東京支店（東京都港区）
- 大阪支店（大阪府大阪市淀川区）
- 名古屋支店（愛知県名古屋市中区）
- 福岡支店（福岡県福岡市博多区）
- 広島支店（広島県広島市東区）
- 仙台支店（宮城県仙台市宮城野区）

営業所
札幌市、盛岡市、新潟市、立川市、横浜市、千葉市、柏市、さいたま市、つくば市、静岡市、金沢市、長野市、京都市、神戸市、高松市

## 関連会社
- POPKIT株式会社（東京都新宿区）
- 株式会社オーケー企画（東京都江戸川区）

## 受賞歴
- 2005年（平成17年） - 日本POP広告協会主催「クリエイティブデザインショー」金賞・銀賞受賞
- 2010年（平成22年） - 日本プロモーショナル・マーケティング協会主催「プロモーショナル・マーケティングショー」金賞受賞
- 2023年（令和5年）- 宣伝会議主催「第10回 Brain Online Video Award」一般公開部門ファイナリスト選出

## 認可・会員
- プライバシーマーク登録証（第10860542(10)号）取得
- 国際環境規格（ISO14001）認証取得
- 一般社団法人日本プロモーショナル・マーケティング協会会員
- 公益社団法人日本マーケティング協会会員